# Lomaria eburnea
Lomaria eburnea là một loài thực vật có mạch trong họ Blechnaceae. Loài này được (H. Christ) Ching mô tả khoa học đầu tiên năm 1940.